# Arheoakustika
Arheoakustika je interdisciplinarna znanstvena disciplina, ki zajema področje med arheologijo in akustiko.

## Način uporabe
- Z zvočnimi inštrumenti preiščejo najdišče, pri čemer sprožijo odbijanje zvočnih valov od različnih konstrukcij ter merijo lastnosti odbitih valov.
- Preučujejo zvočne lastnosti najdišč, ki se tam naravno pojavljajo.

## Arheoakustiki
- Steven Waller,
- Iegor Reznikoff,
- David Keating,
- Aaron Watson,
- Robert Jahn